# Jaromíra Mílová
Jaromíra Mílová (* 24. července 1961 Varnsdorf) je česká herečka.

## Život
Dětství prožila na Hané, herectví studovala na ostravské konzervatoři, kterou absolvovala v roce 1982. Ještě během studií hostovala v HaDivadle (tehdy v Prostějově), její další divadelní angažmá byla v Západočeském divadle v Chebu (1982–1986), v Činoherním studiu v Ústí nad Labem (1986–1987) a v Městském divadle v Mostě (1987–1994, tehdy Divadlo pracujících). Od roku 1994 do roku 2016 byla členkou činohry Národního divadla, kde ztvárnila řadu rolí.

## Filmové a televizní role (výběr)
- Báječní muži s klikou (1978) … Pepička (po boku R. Hrušínského)
- Housata (1979)
- Hon na kočku (1979)
- Kamej (1980)
- Přátelé Zeleného údolí (1980)
- Taktika (1982)
- Záchvěv strachu (1983)
- Pusu, pusu, pusu! (1985)
- Třetí patro (1985) … Hanka (hlavní ženská role)
- Jako jed (1985)
- Profesionálové (1987)
- Nahota na prodej (1993)
- Zapomenuté světlo (1996)
- Zdivočelá země (1997)
- Politik a herečka (2000)
- Deník šílené manželky (2001)
- Bolero (2004)
- Hodný chlapec (2004)
- Děti na prodej (2004)
- Redakce (2004)
- 3 plus 1 s Miroslavem Donutilem (2004)
- Kráska v nesnázích (2006)
- Sůva z nudlí (2006)
- Boží duha (2007)
- Hraběnky (2007)
- Generálka (2008)
- Archiv (2009)
- Opus č. 50 na motivy Milady Horákové (2009)
- Ze závislosti do nezávislosti (2010)
- Praho, má lásko (2012)
- V sedmém nebi (2012)
- Kriminálka Anděl – epizoda Černý Mušketýr (2012)
- Život je ples (2012)
- Život a doba soudce A. K. (2014)
- Reportérka (2015)
- Vraždy v kruhu (2015)
- Zločin v Polné (2016)
- Na konci lesa (2016)
- Semestr (2016)
- Specialisté – epizoda Hvar (2018), Černá díra (2022)